# Municipio de Washington (condado de Lawrence, Ohio)
El municipio de Washington (en inglés: Washington Township) es un municipio ubicado en el condado de Lawrence en el estado estadounidense de Ohio. En el año 2010 tenía una población de 239 habitantes y una densidad poblacional de 3,81 personas por km².

## Geografía
El municipio de Washington se encuentra ubicado en las coordenadas 38°48′57″N 82°37′20″O / 38.81583, -82.62222. Según la Oficina del Censo de los Estados Unidos, el municipio tiene una superficie total de 62.75 km², de la cual 62,66 km² corresponden a tierra firme y (0,15 %) 0,1 km² es agua.

## Demografía
Según el censo de 2010, había 239 personas residiendo en el municipio de Washington. La densidad de población era de 3,81 hab./km². De los 239 habitantes, el municipio de Washington estaba compuesto por el 83,26 % blancos, el 11,3 % eran afroamericanos, el 1,26 % eran amerindios y el 4,18 % eran de una mezcla de razas. Del total de la población el 0,84 % eran hispanos o latinos de cualquier raza.